# 石橋晴行
石橋晴行（いしばし はるゆき、1973年〈昭和48年〉12月3日 - ）は、日本の元プロバスケットボール選手で現在は指導者。大阪府東大阪市出身。現役時代のポジションはポイントガード。役職はヘッドコーチ。B.LEAGUE・バンビシャス奈良所属。
1996年に日本リーグ・日立大阪ヘリオスに加入し、この年の新人王に選ばれた。以後社会人・プロとして10チームを渡り歩いた。

## 来歴
阪南大学高校、大阪産業大学を経て1996年、日立大阪に入社。この年のJBL新人王を獲得した。
2000年、日立大阪の合併に伴う解散のため、アイシン精機アイシンシーホースに移籍。オールジャパンおよびスーパーリーグ優勝を経験する。
2003年、横浜ギガキャッツに移籍。オールジャパンベスト8に貢献。
2005年、大阪ディノニクスを経て、ドラフト3巡目（全体14位）で大阪エヴェッサに入団。初代主将としてチームを引っ張り、bjリーグ初代王者に導いた。
2008年、新規参入の滋賀レイクスターズへ移籍。アシスタントコーチを兼任する。
2011年、京都ハンナリーズへ移籍。
2012年、寒竹隼人との交換トレードで岩手ビッグブルズへ移籍。
2013年オフにフリーエージェントを宣言し、古巣の大阪エヴェッサに復帰。2013-14シーズンのキャプテンに就任した。
2016年、西宮ストークスに移籍
2017-18シーズン、バンビシャス奈良で選手兼任アシスタントコーチに就任。シーズン途中の2018年2月、ヘッドコーチに就任。2018-19シーズン終了まで務めた。
2019-20シーズンから富山グラウジーズのアシスタントコーチを務める。
2022年、古巣のバンビシャス奈良にヘッドコーチとして復帰。

## 成績
bjリーグ2008-2009シーズン
個人成績
| No | 選手名   | 得点 | 1試合平均得点 | 3P成功率 | 2P成功率 | ダンク数 | フリースロー成功率 | 出場時間 |
| -- | -------- | ---- | ------------- | -------- | -------- | -------- | ------------------ | -------- |
| 12 | 石橋晴行 | 23   | 0.7           | 25.0     | 40.0     | 0        | 66.7               | 164      |

## 個人タイトル
- JBL新人王（1996年）

## ヘッドコーチ成績
| チーム           | シーズン | G  | W  | L  | W–L% | シーズン結果  | PG | PW | PL | PW–L% | 最終結果 |
| ---------------- | -------- | -- | -- | -- | ---- | ------------- | -- | -- | -- | ----- | -------- |
| バンビシャス奈良 | 2018     | 26 | 12 | 14 | .462 | B2 西地区 6位 | -  | -  | -  | –     | -        |
| バンビシャス奈良 | 2018-19  | 60 | 22 | 38 | .367 | B2 西地区 4位 | -  | -  | -  | –     | -        |